# Уильямс, Алан (актёр)
Алан Уильямс (англ. Alan Williams) — британский актёр и драматург, который выступал в кино, на телевидении и театре в Соединенном Королевстве и Канаде.

## Биография
Родом из Манчестера, получил образование в Манчестерской гимназии (The Manchester Grammar School), принимал участия в некоторых занятиях в театральной школе, но получил основную часть своей подготовки как ученик в Театре Халл. Поставил свою трилогию единоличных пьес о тараканов («Таракан, съевший Цинциннати», «Возвращение таракана» и «Таракан приземлился») во влиятельном лондонском театре Буша, а затем на Международном театральном фестивале в Торонто, Онтарио в 1981 году. Затем решил остаться в городе, став драматургом театра «Эстрагон».
Позже переехал в Виннипег, Манитоба, где стал профессором театра в Университете Виннипега.
Его последующие пьесы в Канаде были: Военачальник Уиллоудейла, Белые собаки Техаса, Король Америки, Ночь стыда Диксиленда, Добро пожаловать в НХЛ и Герцог Ничего. Он также принял принимал актерские роли в творчестве других драматургов.
В 1996 году его тараканья трилогия была адаптирована к фильму «Таракан, съевший Цинциннати». Фильм получил номинацию на премию Genie за лучшую роль.
Вскоре после завершения фильма «Таракан, съевший Цинциннати», Уильямс вернулся в Англию где имел роли в фильмах, таких как «Клевещи», «Дотрагиваясь до зла», «Жизнь и смерть Питера Селлерса» и «Вера Дрейк», а также в сериалах «Всегда и каждый», «Коронационная улица», «Проволоку в крови», «Жизнь начинается», «Королева Девы», «Рим», «Лютер», «Отец Браун», «Доктор Мартин» и «Старлингс».
Он вернулся в Канаду в 2015 году, чтобы показать в туре свою новую театральную трилогию «Девушка с двумя голосами».